# Jemelle

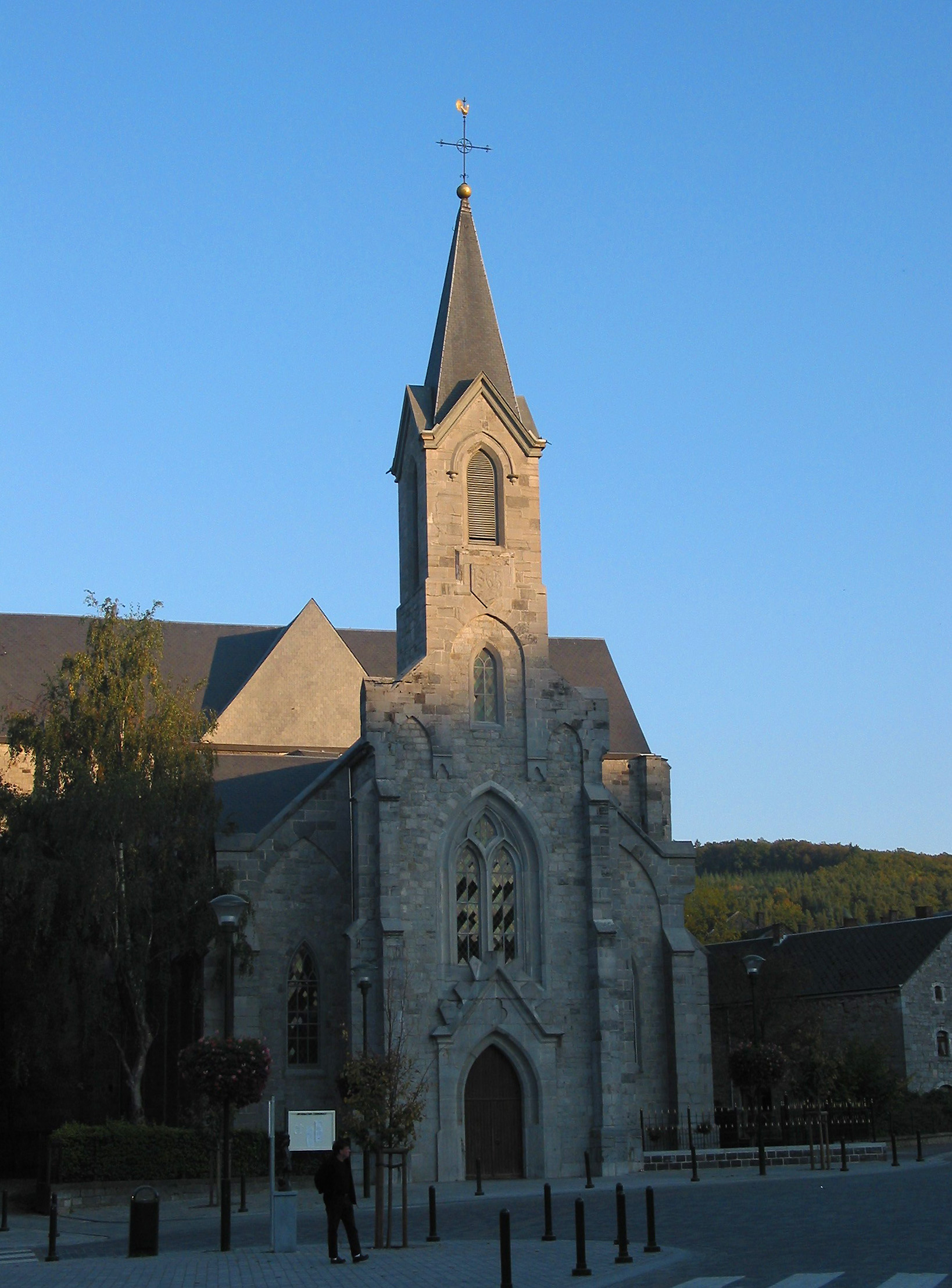
Sankt-Margareta-Kirche

Jemelle ist ein zur belgischen Gemeinde Rochefort gehörendes Dorf in der Provinz Namur in der Wallonischen Region.
Das Dorf liegt etwa drei Kilometer östlich von Rochefort am Zusammenfluss der Flüsse Wamme und Lomme. Im Ort befindet sich ein Bahnhof der Bahnstrecke Namur–Luxemburg. Die zur Gemarkung gehörende Fläche umfasst 9,68 km².

## Geschichte
Der belgische Altertumsforscher Philippe Mignot beschreibt 1988 hier eine "ville romaine". Weder Nachrichten über römische Bodenfunde noch Urkunden aus dem Mittelalter wurden bisher im Internet veröffentlicht. Jemelle erscheint in keinem der maßgeblichen Urkundenverzeichnisse. Im Jahr 1813 wurde die Gemeinde aufgelöst und Jemelle nach Rochefort eingemeindet. Bereits 1817 wurde Jemelle jedoch wieder selbständig, bevor es dann im Zuge einer Kommunalreform im Jahr 1977 wieder zur Gemeinde Rochefort kam.
In den Jahren 1865 bis 1868 entstand die Sankt-Margareta-Kirche. 1924 gründete Léon Lhoist die Firma Établissements Léon Lhoist, aus der die heute als weltgrößter Hersteller von Kalkerzeugnissen bekannte Lhoist-Gruppe hervorging. 1971 wurde beim Bauernhof Lamsoul die Megalithanlage von Jemelle entdeckt und 1976/77 ausgegraben. Ab 1988 wurde zwischen Jemelle und Rochefort eine Spurbus-Teststrecke betrieben.

## Sehenswürdigkeiten
Die Allée couverte von Lamsoul ist ein Galeriegrab. Es liegt am Fuße des Südhanges des Rubiémont, im Süden von Jemelle, in einer Schleife der Rue du Congo, am linken Ufer des Lomme.

## Verkehr
Seit 1858 hat Jemelle einen mehrgleisigen Bahnhof an der Hauptstrecke (SNCB Ligne 162) Bruxelles/Brussel - Arlon - Luxembourg. Dort halten in beiden Richtungen stündlich die IC-Triebwagen zwischen Luxemburg und Brüssel. 

## Persönlichkeiten
- Alfred Mottard (1892–1945), Radsportler
- François Bellot (* 1954), belgischer Politiker, bei Jemelle geboren